# Semtex

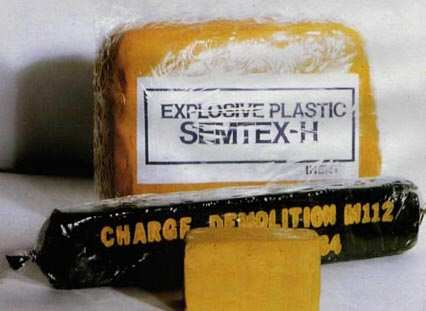
Confezioni dell'esplosivo

Il Semtex è un esplosivo al plastico di brevetto cecoslovacco, usato dall'Armata Rossa ed in generale dalle forze armate del Patto di Varsavia, oltre che da varie organizzazioni terroristiche tra il 1970 e il 1990.

## Storia
Durante la seconda guerra mondiale furono sviluppati vari tipi di esplosivi plastici, su basi di olio, vaselina e gomma naturale.
Un nuovo esplosivo plastico fu inventato verso la fine degli anni cinquanta da Stanislav Brebera, un chimico della VCHZ Synthesia, nell'allora Cecoslovacchia. Originariamente battezzato col nome B1, fu in seguito denominato Semtex 1A da Semtín, un sobborgo di Pardubice nella attuale Repubblica Ceca, dove il composto fu per la prima volta prodotto a partire dal 1964, più la parte "ex" per EXplosive. Nel 1967 fu creata la versione Semtex H e dal 1987 la Semtex 10. La 1A era usata solo per usi interni della ex Repubblica Cecoslovacca, mentre la versione H era destinata all'esportazione, soprattutto per la bonifica di mine in Vietnam. La VCHZ cambiò nome in seguito, per diventare la Explosia a.s., una sussidiaria della Synthesia.

## Caratteristiche
Il prodotto era molto simile agli altri esplosivi plastici già all'epoca disponibili, specialmente il C-4, in quanto era facilmente modellabile ma, a differenza degli altri, era utilizzabile in un campo di temperature più vasto poiché rimaneva plastico tra i -40 e i +60 °C ed inoltre era anche impermeabile. L'esplosivo era anche visivamente diverso dal C-4, quasi bianco, mentre il Semtex è rosso o arancio mattone.
Il Semtex fu sviluppato per scopi militari ed è definito dal produttore "senza dubbi l'unico tipo di esplosivo plastico nel mondo", anche se in realtà molte nazioni hanno sviluppato proprie versioni, che variano per composizione e proprietà detonanti.
La velocità di detonazione oscilla, in base alle varie percentuali delle composizioni, dai 8050-8250 m/s.
| componenti                                        | Semtex 1A                            | Semtex H                             | Semtex 2P |
| ------------------------------------------------- | ------------------------------------ | ------------------------------------ | --------- |
| PETN                                              | 76 %                                 | 40,9 %                               | 58,45 %   |
| RDX                                               | 4,6 %                                | 41,2 %                               | 22,9 %    |
| legante gomma Stirene-Butadiene (SBR)             | 9,4 %                                | 9 %                                  | 9,2 %     |
| plastificante n-ottilftalato, Polipropilenglicole | 9 %                                  | 7,9 %                                | 8,45 %    |
| antiossidante 0,5 % N-fenil-2-naftilammina        |                                      |                                      |           |
| colorante                                         | 0,5 % Sudan IV (tra marrone e rosso) | 0,5 % Sudan I (tra arancio e giallo) | (marrone) |

## Impiego
Il nuovo esplosivo fu ampiamente esportato, in particolare nel Vietnam del Nord, il cui governo ricevette 14 tonnellate durante la guerra del Vietnam. L'acquirente principale fu la Libia dove furono esportate circa 700 tonnellate tra il 1975 e il 1981 dalla Omnipol. Il Semtex è stato anche utilizzato da terroristi islamici e dall'Irish Republican Army e dall'Irish National Liberation Army, nell'Irlanda del Nord.
Il Semtex venne usato dai terroristi libici nel 1988 per l'attentato al volo Pan Am 103 che si schiantò su Lockerbie, in Scozia.
Le esportazioni crollarono dopo che il nome fu ovunque associato agli attentati terroristici. Le esportazioni di Semtex furono progressivamente ristrette e dal 2002 tutte le vendite della Explosia sono controllate da un ente governativo della Repubblica Ceca. Nel 2001 la produzione annua di Semtex risultava approssimativamente di sole 10 tonnellate, quasi tutte di utilizzo nazionale e non esportato.
Un quantitativo di Semtex-H fu acquistata da Cosa nostra agli inizi degli anni '80; parte di esso fu usato per l'attentato di via D'Amelio, in cui furono uccisi il giudice Paolo Borsellino e cinque agenti di scorta, e per la Strage del Rapido 904; nel febbraio del 1996, una parte di questo esplosivo fu ritrovata a San Giuseppe Jato e sequestrata dalla DIA di Palermo.